# کهودیان
کهودیان (به انگلیسی: Khudian) یک شهر در پاکستان است که در پنجاب واقع شده‌است. کهودیان ۱۳۶ کیلومتر مربع مساحت و ۱۰۵٬۰۰۰ نفر جمعیت دارد.